# Jacob Valois
Jacob Valois (3 de julio de 1998) es un deportista canadiense que compite en judo. Ganó una medalla de bronce en el Campeonato Panamericano de Judo de 2019 en la categoría de –66 kg.

## Palmarés internacional
| Campeonato Panamericano | Campeonato Panamericano | Campeonato Panamericano | Campeonato Panamericano |
| Año                     | Lugar                   | Medalla                 | Categoría               |
| ----------------------- | ----------------------- | ----------------------- | ----------------------- |
| 2019                    | Lima (Perú)             | Medalla de bronce       | –66 kg                  |